# Svea Holst
Pour les articles homonymes, voir Holst (homonymie).
Svea (Margreta Vilhelmina) Holst, née le 20 avril 1901 à Kungsör (écart de Björskog, Västmanland) et morte le 28 avril 1996 à Stockholm, est une actrice suédoise (parfois créditée Svea Holst-Widén, du nom de son époux).

## Biographie
Au cinéma, Svea Holst débute dans un film muet sorti en 1923. Suivent soixante-et-un films suédois parlants, les deux premiers en 1939 ; son dernier long métrage est I lagens namn (sv) de Kjell Sundvall (avec Sven Wollter et Ernst Günther), sorti en 1986 ; elle tient ensuite son ultime rôle au grand écran dans un court métrage de 1987.
Entretemps, elle apparaît entre autres dans sept réalisations d'Ingmar Bergman, depuis Crise (1946, avec Stig Olin) jusqu'à Fanny et Alexandre (1982, avec Ewa Fröling et Jan Malmsjö), en passant notamment par Une passion (1969, avec Max von Sydow et Liv Ullmann).
Mentionnons également Mademoiselle Julie d'Alf Sjöberg (1951, avec Anita Björk et Ulf Palme) et Happy We de Lasse Hallström (son antépénultième film, 1983, avec Brasse Brännström et Magnus Härenstam).
À la télévision suédoise, Svea Holst collabore entre 1976 et 1988 à trois téléfilms et huit séries, dont Annika (sv) (mini-série, deux épisodes, 1984).

## Filmographie partielle

### Cinéma
- 1946 : Crise (Kris) d'Ingmar Bergman : Malin
- 1947 : Rallare d'Arne Mattsson : Stina
- 1947 : L'Éternel Mirage (Skepp till India land) d'Ingmar Bergman : une femme assistant à l'arrestation de Blom
- 1948 : Banketten d'Hasse Ekman : Mme Bergman
- 1948 : Musique dans les ténèbres (Musik i mörker) d'Ingmar Bergman : une employée de la poste
- 1949 : Bara en mor d'Alf Sjöberg : une femme
- 1950 : La Fille aux jacinthes (Flicka och hyacinter) d'Hasse Ekman : une femme de ménage
- 1950 : Vers la joie (Till glädje) d'Ingmar Bergman : une infirmière
- 1950 : Kastrullresan d'Arne Mattsson : Mlle Eternell
- 1951 : Mademoiselle Julie (Fröken Julie) d'Alf Sjöberg : la mère de Jean
- 1952 : Hårdå klang d'Arne Mattsson : Mme  Karlsson
- 1954 : Storm över Tjurö d'Arne Mattsson : la sage-femme
- 1955 : Mord, lilla vän de Stig Olin : une touriste à Paris
- 1955 : Enhörningen de Gustaf Molander : Kristin
- 1955 : Sourires d'une nuit d'été (Sommarnattens leende) d'Ingmar Bergman : une habilleuse
- 1958 : Flottans överman de Stig Olin : Mlle Svensson
- 1959 : Bara en kypare d'Alf Kjellin : une couturière
- 1961 : Stöten d'Hasse Ekman : une dame dans le métro
- 1969 : Une passion (En passion) d'Ingmar Bergman : l'épouse de Verner
- 1976 : Elvis! Elvis! de Kay Pollak : l'arrière-grand-mère d'Anna-Rosa
- 1981 : Sally et la Liberté (Sally och friheten) de Gunnel Lindblom : la grand-mère de Sally
- 1981 : Rasmus et le Clochard (Rasmus på luffen) d'Olle Hellbom : Lille-Sara
- 1982 : Brusten himmel d'Ingrid Thulin : la grand-mère maternelle
- 1982 : Fanny et Alexandre (Fanny och Alexander) d'Ingmar Bergman : la vieille servante Ester
- 1983 : Happy We (Två killar och en tjej) de Lasse Hallström : une patiente de Gammal
- 1986 : I laggens namn de Kjell Sundvall : la vieille dame désorientée

### Télévision
- 1978 : Bevisbördan (mini-série), épisode 3 : une cliente de taxi
- 1980 : Jackpot de Kjell Sundvall (téléfilm)
- 1984 : Annika (Annika – en kärlekshistoria) (mini-série) de Colin Nutley, épisodes 2 et 3
- 1988 : Stoft och skugga (mini-série), intégrale en 6 épisodes : une cliente de taxi